# Ture Wennerholm
Ture Jean Wennerholm, född 20 november 1892 i Stockholm, död 15 juni 1957 i Stockholm, var en svensk arkitekt.

## Liv och verk
Ture Wennerholm utbildades till arkitekt vid KTH i Stockholm åren 1915–1919 och vid Kungliga Konsthögskolan mellan 1919 och 1921. Under sina studieår var han anställd hos bland annat  Lars Israel Wahlman, Ivar Tengbom och Gunnar Asplund. Efter sin utbildning arbetade han även hos Carl Bergsten (1922–1923) och igen hos Ivar Tengbom (1926–1928). Därefter hade han egen verksamhet i Stockholm, men hade uppdrag för Byggnadsstyrelsen (1928) och för Allmänna Liv-Försäkringsbolaget Oden (från 1932). Han arbetade som anställd arkitekt vid Utrikesdepartementet åren 1936–1946.  
Hans arbeten präglades av funktionalismens rationella drag, men också klassicismen och inriktades huvudsakligen på industribyggande. Till hans mera kända verk räknas LM Ericsson-byggnaden vid Telefonplan i Midsommarkransen, södra Stockholm som sysselsatte honom under många år från 1935 till 1956. Byggnaden blev LM Ericssons säte och tillverkningsplats fram till 2004, då Konstfack övertog en del av fastigheten.
Wennerholm var inte bara verksam i Stockholm; S:t Jörgenspalatset är ett funktionalistiskt flerbostadshus vid Sankt Jörgens plats i centrala Helsingborg som uppfördes 1936 efter hans ritningar. Ture Wennerholm är begravd på Norra begravningsplatsen utanför Stockholm.

## Verk i urval

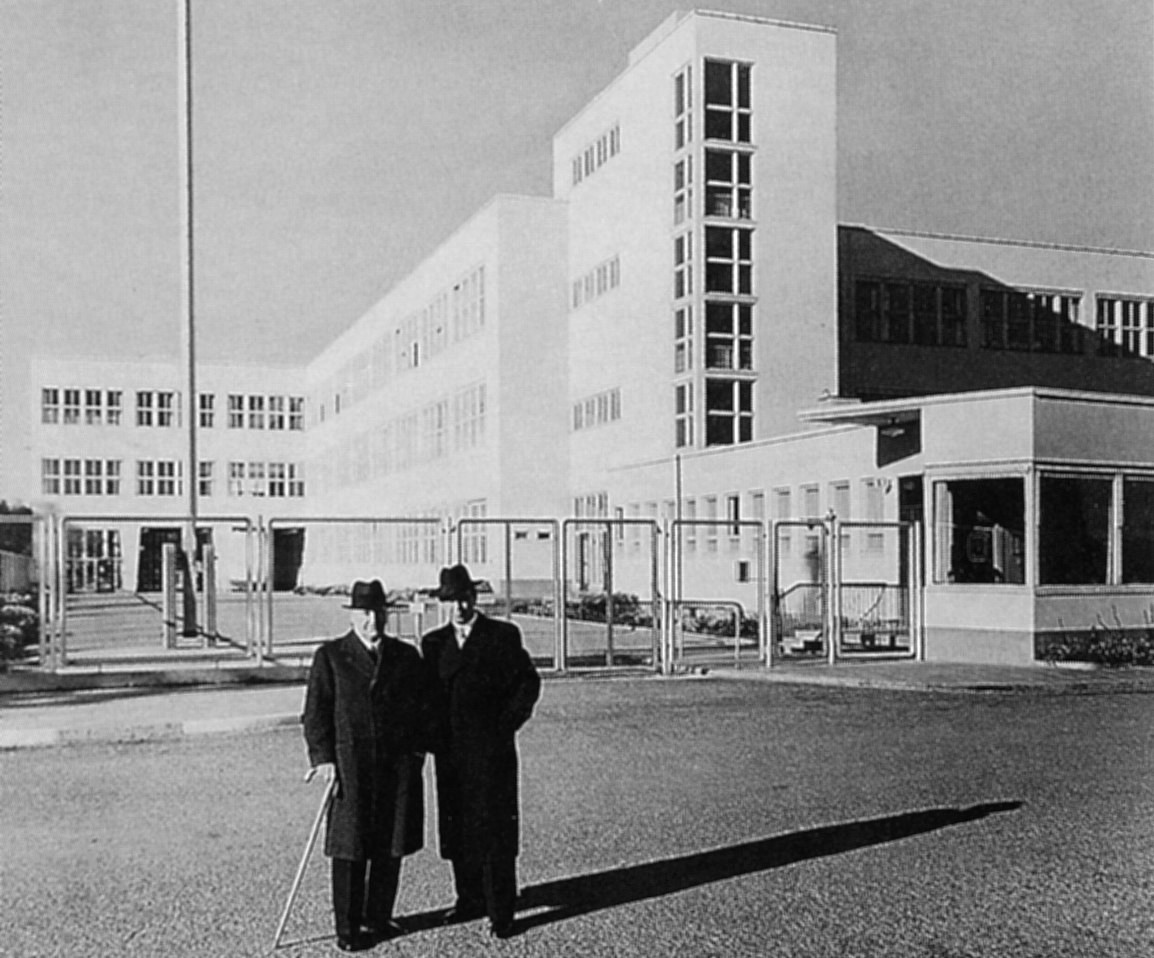
LM Ericsson-byggnaden vid Telefonplan, 1940-tal, Wennerholm står till höger med Hans Theobald Holm, VD för Ericsson.

- Tennisstadion, Östermalms idrottsplats, Stockholm, 1928–1930.
- Liljeholmens Kabelfabrik, Västberga industriområde, Stockholm, 1929.
- Esseltes före detta kontors- och lagerhus, Stockholm, 1932.
- LM Ericssons kabelverk, Älvsjö, Stockholm, 1933, 1956.
- LM Ericsson, Midsommarkransen, Stockholm, 1935–1948.
- S:t Jörgenspalatset, Helsingborg, 1936.
- Midsommargården, Stockholm, 1945–1946.
- Hyreshus, Villagatan 10, Stockholm, 1934–1936.
- Alhambra, Djurgården, Stockholm, 1940, om- och tillbyggnad.
- Uppsala universitets gymnastikhus, tillbyggnad av tennishall, 1930.
- Uppsala gasverk, 1934.
- Sieverts Kabelverk, Sundbyberg, 1947.
- Nordisk Yllefabrik och AB Vargen, Norrköping, 1946.
- Svenska fläktfabriken i Göteborg, Jönköping, Sickla och Oslo.
- Flera affärs- och bostadshus inom och utom Stockholm.
- Biträdande arkitekt vid flera ambassadbyggnader i utlandet.

## Bilder (verk i urval)

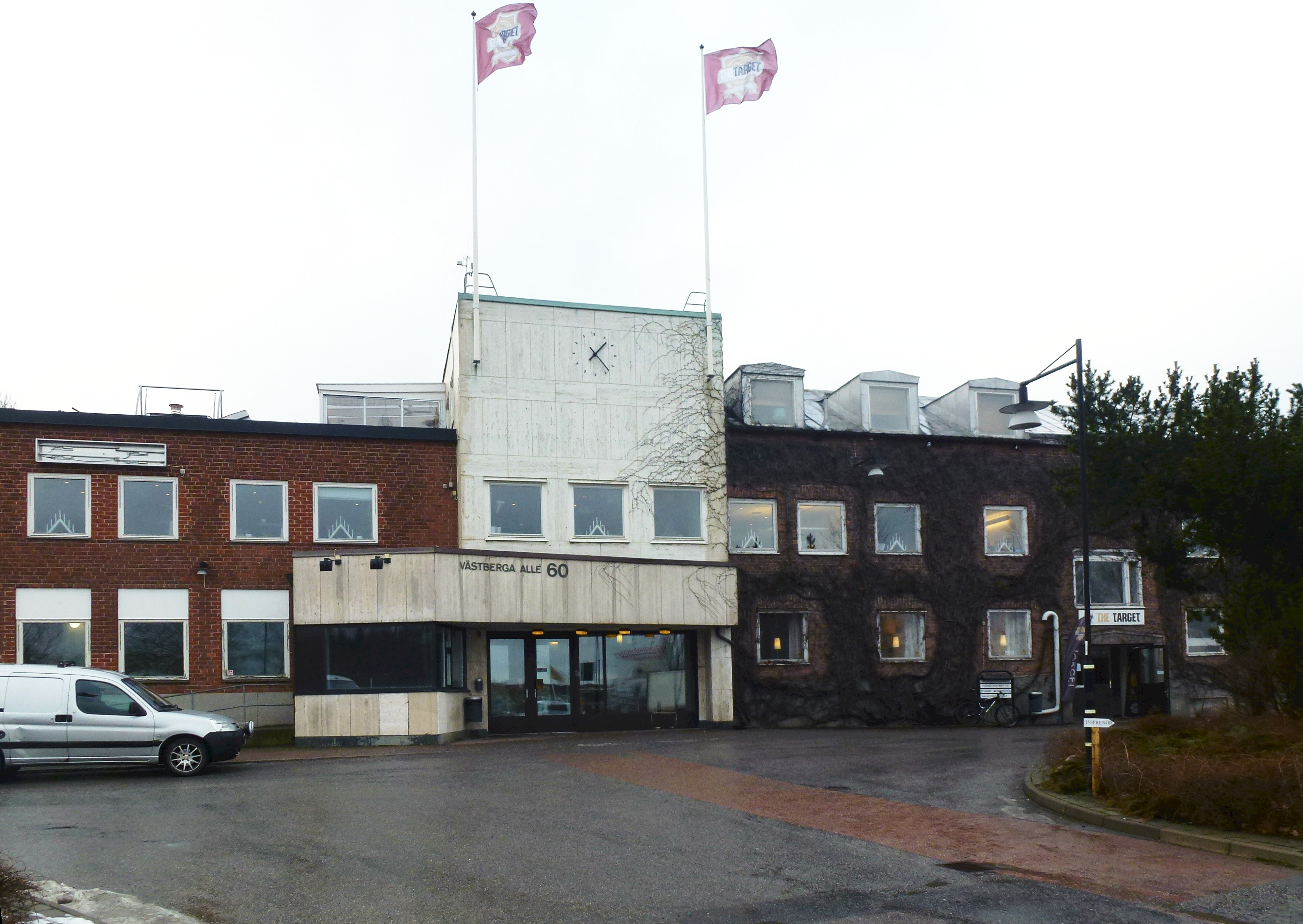
Liljeholmens Kabelfabrik, Stockholm (1929).
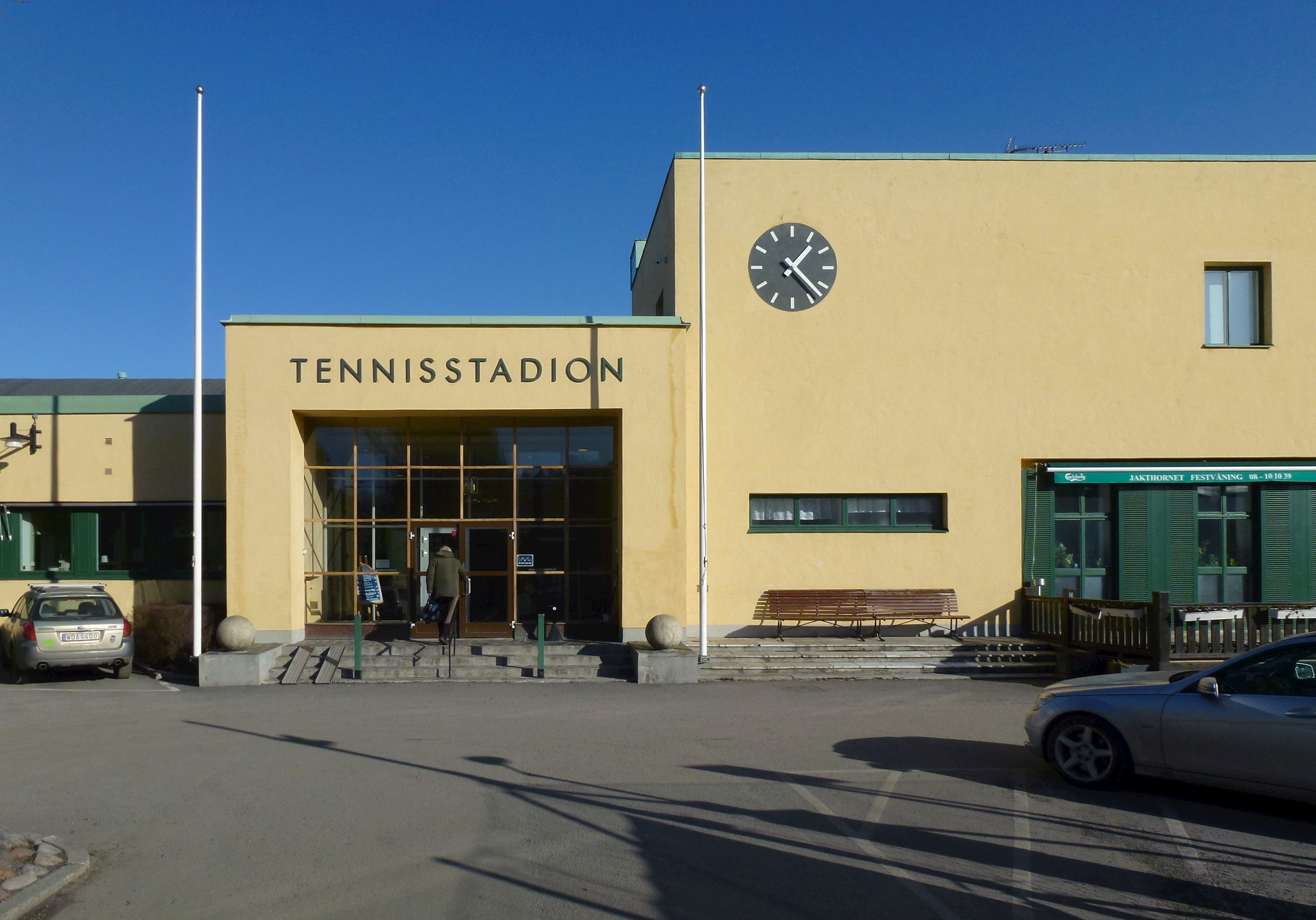
Tennisstadion, Stockholm (1930).
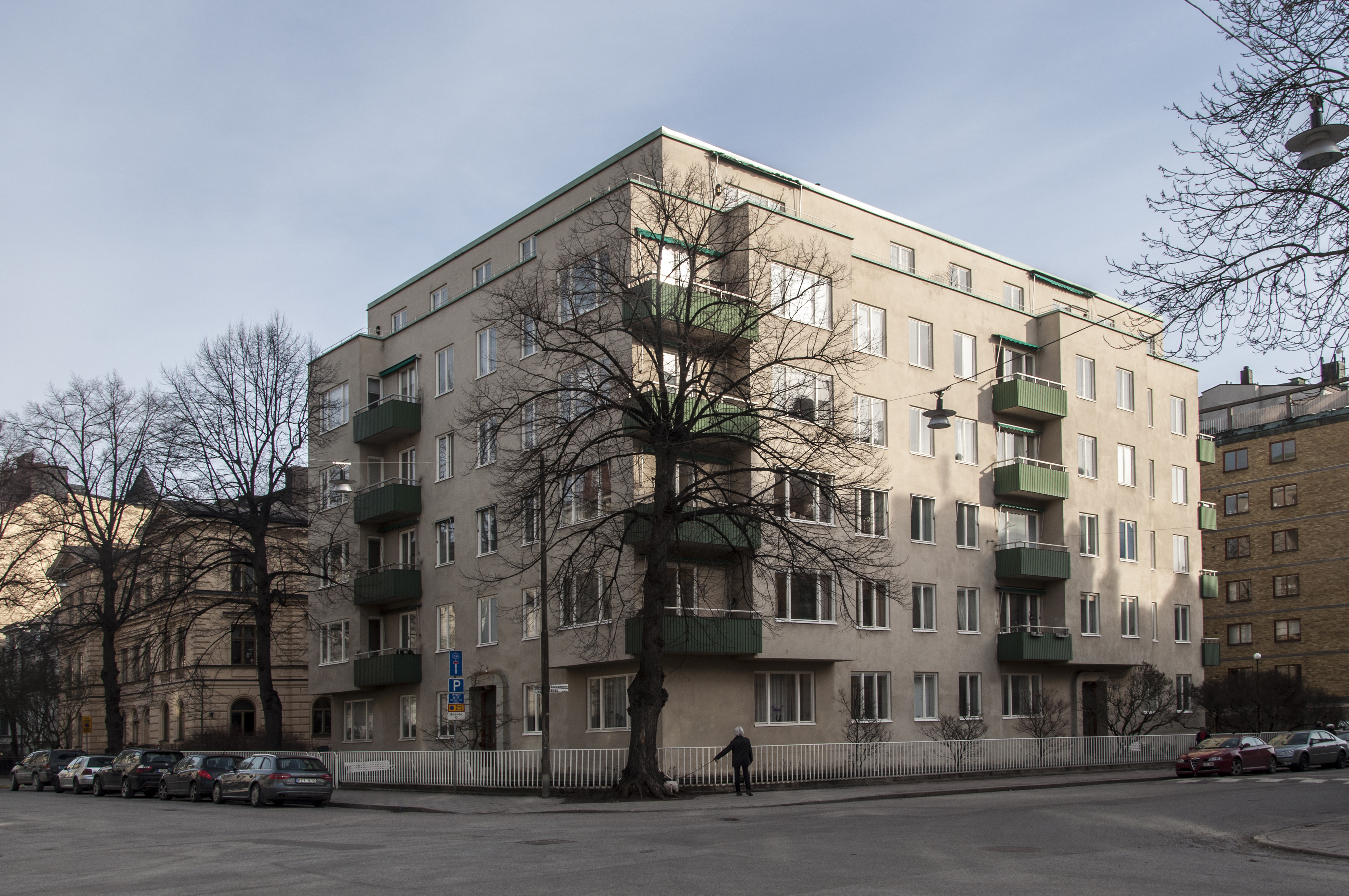
Villagatan 10, Östermalmsgatan 43, Stockholm (1935).
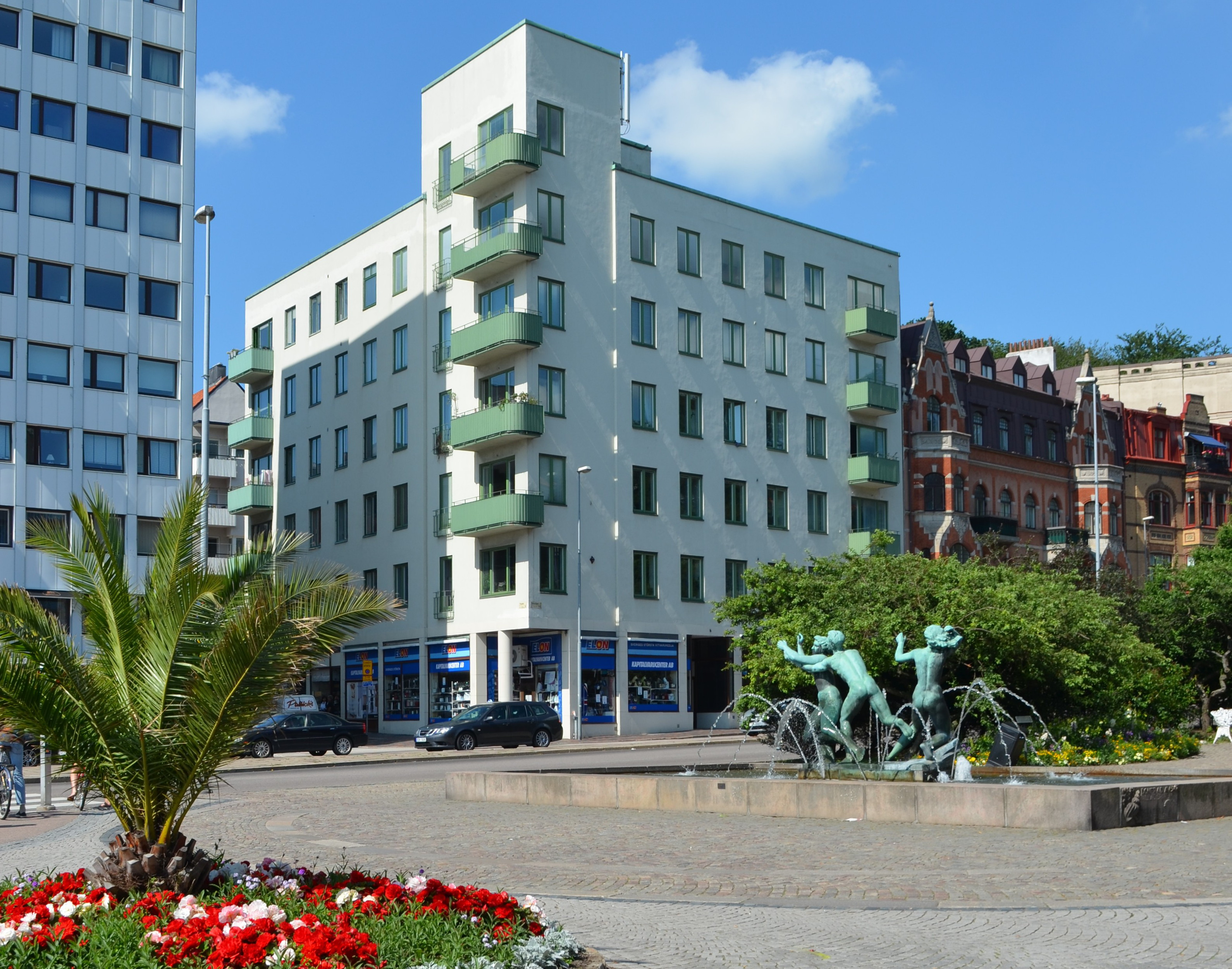
Sankt Jörgenspalatset, Helsingborg (1936).

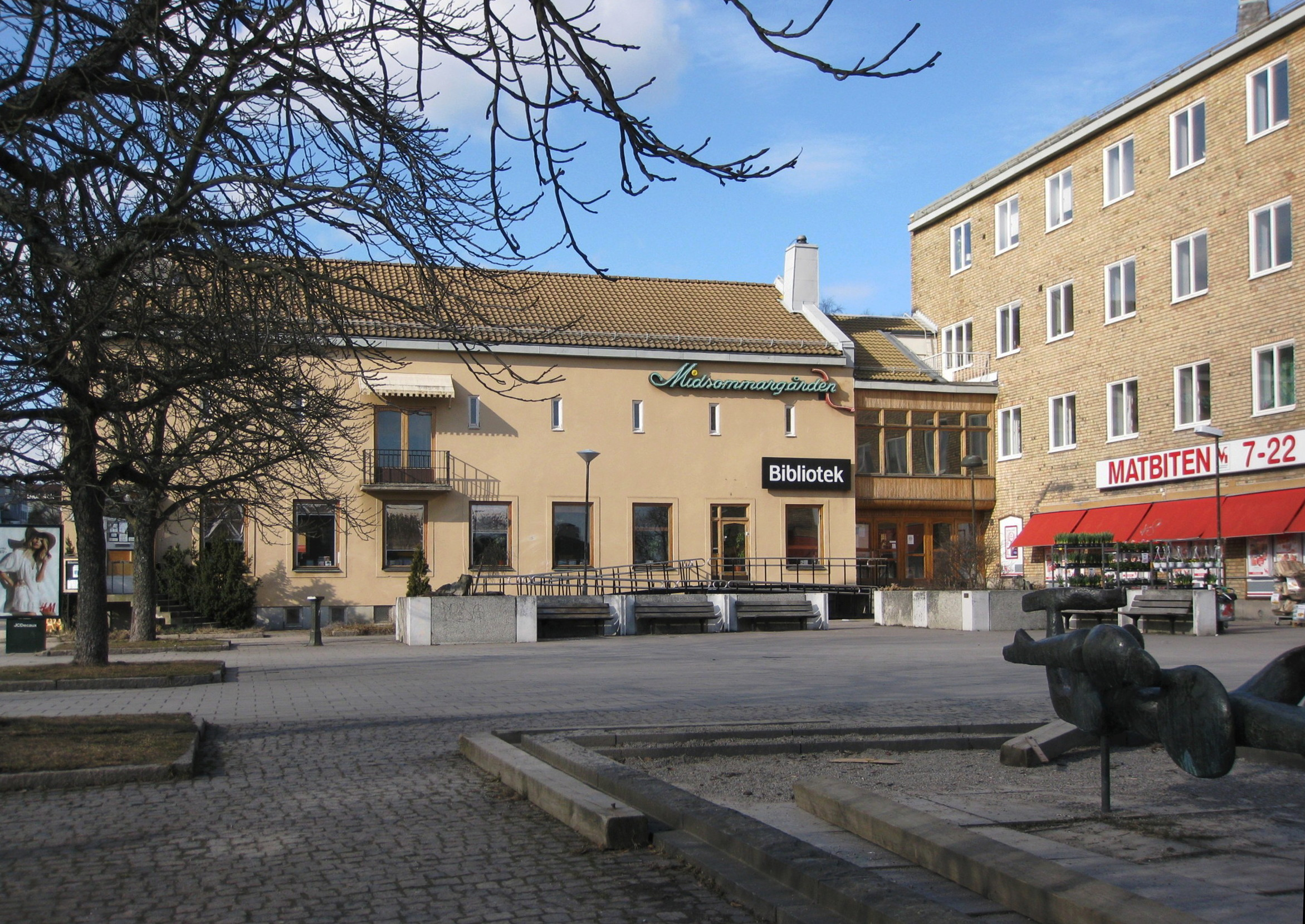
Midsommargården, Stockholm (1946).
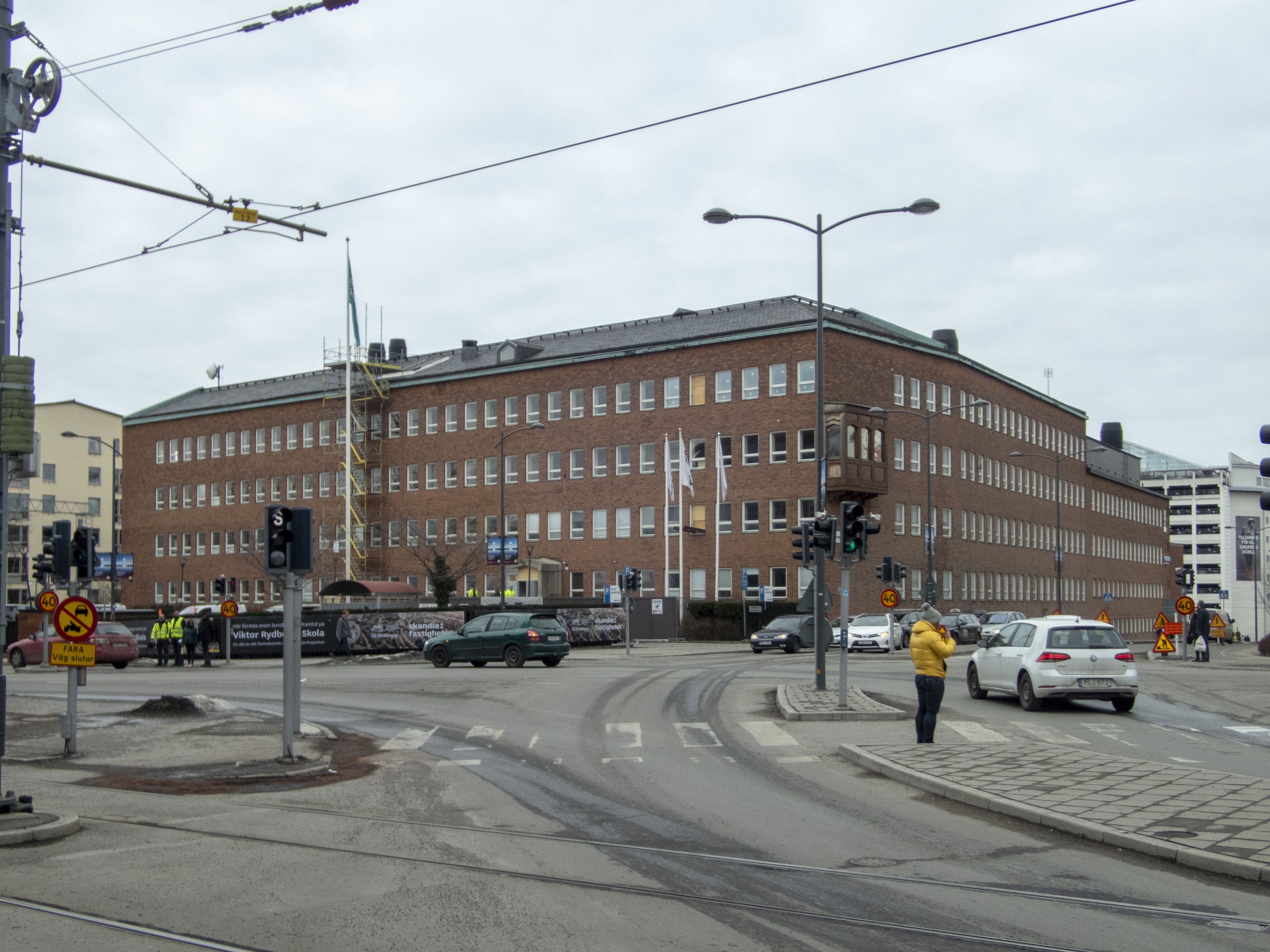
Sieverts Kabelverk, Sundbybergs stad (1947).
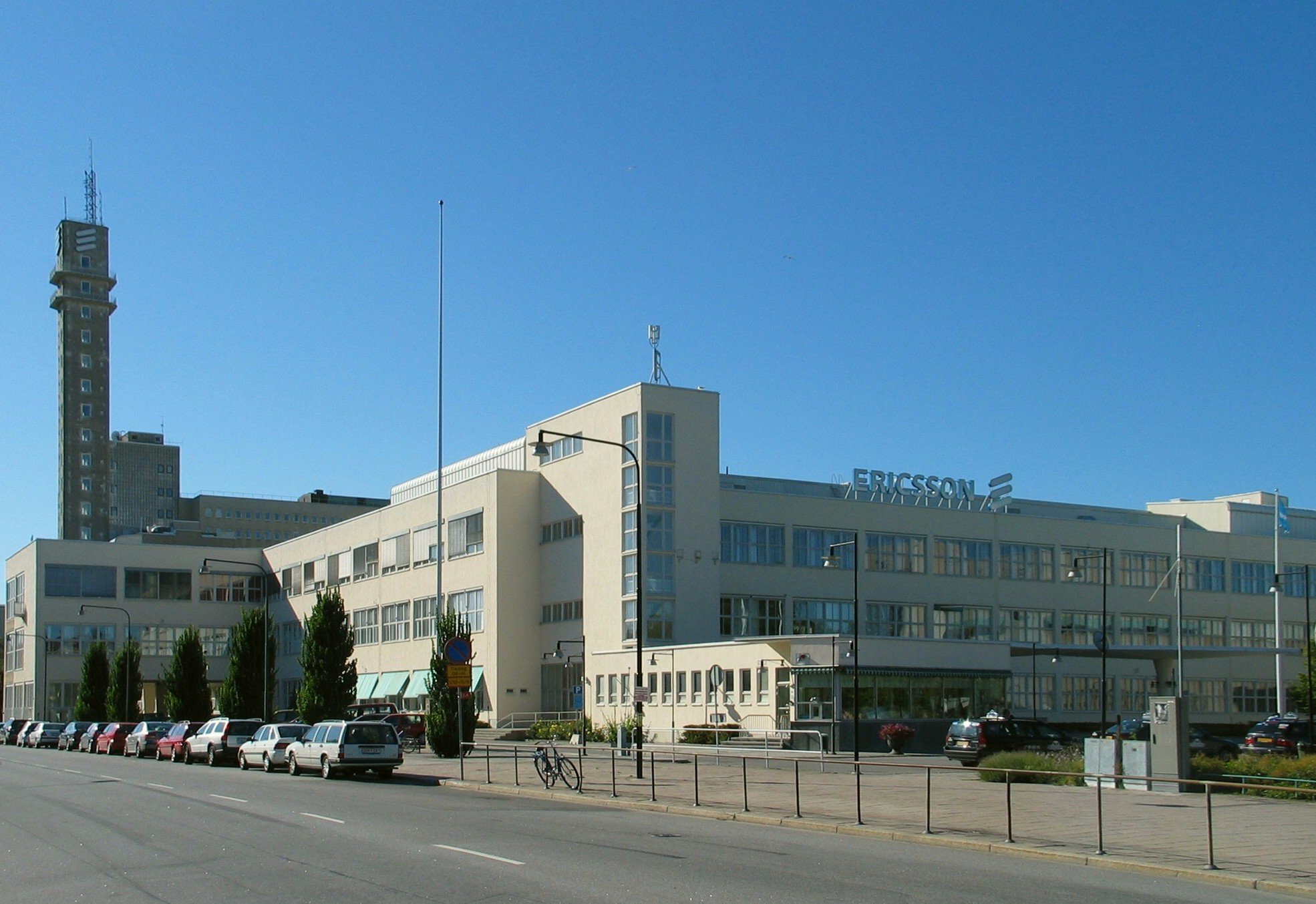
LM Ericsson-byggnaden, Telefonplan, Stockholm (1948).
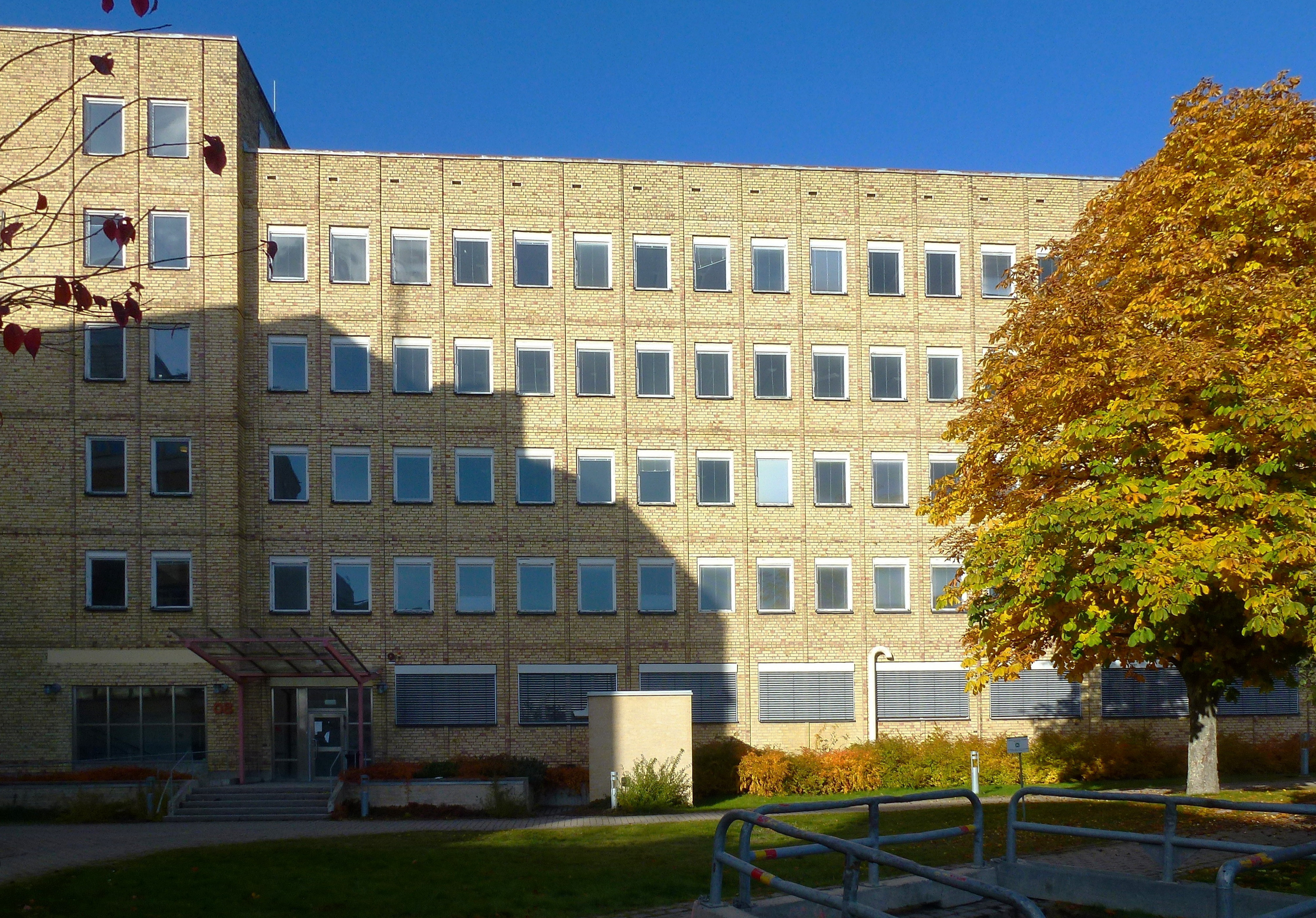
LM Ericssons kabelverk, Älvsjö (1956).